# Ruthie Matthes
Pour les articles homonymes, voir Matthes.
Ruthie Matthes, née le 11 novembre 1965 à Sun Valley, est une coureuse cycliste américaine. Elle a notamment été championne du monde de cross-country en 1991, vainqueur de la coupe du monde de cette discipline en 1992 et vice-championne du monde sur route en 1990.
Elle est admise au Temple de la renommée du cyclisme américain en 2011 et au Mountain Bike Hall of Fame en 2012.

## Palmarès sur route
- 1989
  - 2e du Women's Challenge
- 1990
  - Championne des États-Unis sur route
  - 3e étape du Washington Trust Classic
  - Washington Trust Classic
  - Grand Prix d'Okinawa
  - 6e et 13e étapes du Women's Challenge
  -  Médaillée d'argent du championnat du monde sur route
  - 2e du Women's Challenge
- 1991
  - 3e du championnat des États-Unis sur route

## Palmarès en VTT
| Épreuve / Édition    | 1990 | 1991 | 1992 | 1993 | 1994 | 1995 | 1996 | 1997 | 1998 | 1999 | 2000 | 2001 |
| Championnat du monde | 3e   | 1er  | 3e   | 3e   | 5e   |      | 2e   |      |      |      | 16e  | 8e   |
| Coupe du monde       |      |      | 1er  | 2e   |      |      |      | 7e   |      |      |      |      |